# Manzanares 25
Manzanares 25 es una casa de la Ciudad de México. Es acreditada como la casa habitación más antigua de la capital mexicana. Tras una remodelación de 2018, se convirtió en el Centro Cultural Manzanares 25.

## Historia
Según las investigaciones de Juan Benito Artigas, la disposición y la estructura de la casa la sitúan en el modelo de planta y alzado de viviendas de origen indígena, de un solo piso con un patio central y habitaciones alrededor, en este caso 12. Además, las investigaciones de Artigas sumaron la evidencia de los materiales usados para sus cimientos como el tezontle y el sistema constructivo usado para su edificación como roca gruesa en la base de las paredes así como el uso de roca volcánica, adobe y piedra, mezcla usada en las edificaciones de México-Tenochtitlan.
La edificación conservó dicha planta pese a las modificaciones posteriores a lo largo de poco más de cuatro siglos. Dada la cercanía a la zona de La Merced, pudo haber pertenecido originalmente a un noble indígena dedicado al comercio. Originalmente la casa tuvo, además de sus salidas convencionales, embarques caseros a la Acequia Real de la Ciudad de México que pasó frente a esta casa. En la zona habitaron artesanos y comerciantes que usaron el modelo arquitectónico denominado casa-tienda-taller.
A partir de 2018 la casa fue restaurada debido al estado ruinoso en el que se encontraba para dar paso al Centro Cultural Manzanares 25, un sitio dedicado a la difusión de la cultura y el trabajo comunitario en la zona.